# Robert C. Springer
Robert Clyde „Bob“ Springer (* 21. Mai 1942 in St. Louis, Bundesstaat Missouri, USA) ist ein ehemaliger US-amerikanischer Astronaut. 
Springer erhielt 1964 einen Bachelor in Marine-Wissenschaften von der United States Naval Academy und 1971 einen Master in Operations Research and Systems Analysis von der Naval Postgraduate School.
Springer ging 1964 zum United States Marine Corps. Nach seiner Grundausbildung absolvierte er eine Pilotenausbildung. Anschließend wurde er in den Vietnamkrieg geschickt, wo er insgesamt 550 Kampfeinsätze flog. 1968 kehrte er in die USA zurück und besuchte 1972 die Navy Fighter Weapons School (Top Gun). 1975 wurde er zum Testpiloten ausgebildet. 1978 absolvierte er das Armed Forces Staff College in Norfolk, Virginia und wurde anschließend ins Hauptquartier Fleet Marine Force, Atlantic, versetzt.

## Astronautentätigkeit
Nach einer vergeblichen Bewerbung für die achte Astronautengruppe wurde Springer im Mai 1980 von der NASA als Astronautenanwärter mit der neunten Gruppe ausgewählt. Er war Mitglied der Unterstützungsmannschaft am Kennedy Space Center für die Mission STS-3, er entwickelte Studien für das Space Operations Center, arbeitete am Shuttle-Roboterarm und war zwischen 1984 und 1985 Verbindungssprecher (CAPCOM) bei sieben Shuttle-Flügen.

### STS-51-H
Im November 1985 sollte Springer als Mission Specialist der Mission STS-51-H fliegen. Die geplante Atlantis-Mission wurde schon vor der Challenger-Katastrophe abgesagt. Bei der EOM-1-Shuttle-Mission waren neben Springer auch Commander Vance Brand, Pilot Michael J.Smith, Missionsspezialist Owen Garriott, und die zwei Nutzlastspezialist Byron Lichtenberg und Michael Lampton eingeplant.

### STS-61-H
Im Februar 1985 wurde Springer als Mission Specialist der Mission STS-61-H eingeteilt. Die für Juni 1986 geplante Columbia-Mission wurde nach der Challenger-Katastrophe abgesagt. Es hätte ein kommerzieller Kommunikationssatellit ausgesetzt werden sollen. Die Mannschaft hätte aus Michael Coats, John Blaha, Anna Fisher, James Buchli, Robert Springer, dem britischen Nutzlastspezialisten Nigel Wood und der indonesischen Nutzlastspezialistin Pratiwi Sudarmono bestanden.

### STS-29
Am 13. März 1989 flog Springer als Missionsspezialist mit der Raumfähre Discovery ins All. Neben der Durchführung einer Vielzahl von Experimenten wurde bei dieser Mission der Kommunikationssatellit TDRS-4 ausgesetzt. Außerdem machten die Astronauten Aufnahmen mit einer handgeführten IMAX-Kamera.

### STS-38
Springer startete am 15. November 1990 als Missionsspezialist mit der Raumfähre Atlantis zu seiner zweiten Mission ins All. Im Auftrag des US-Verteidigungsministeriums wurde als Nutzlast ein militärischer Spionagesatellit ausgesetzt.

## Nach der NASA
Im Dezember 1990 schied Springer aus der NASA und dem U.S. Marine Corps aus und wechselte als Director of Quality Systems, Integrated Defense Systems zu Boeing.

## Privates
Robert Springer ist verheiratet und hat drei Kinder.